# 秀英炮台
秀英炮台位于海南省海口市龙华区海秀路北侧秀英村后面。是一处修建于晚清的炮台。
1985年海口市人民政府公布为市级重点文物保护单位。2006年，公布为第六批全国重点文物保护单位。秀英炮台与广东虎门炮台、上海吴淞炮台、天津大沽炮台并称为中国古代四大炮台。